# Offida
Offida település Olaszországban, Marche régióban, Ascoli Piceno megyében. Lakosainak száma 4647 fő (2023. január 1.). Offida Acquaviva Picena, Appignano del Tronto, Castignano, Castorano, Monsampolo del Tronto, Ripatransone, Spinetoli, Castel di Lama és Cossignano községekkel határos.

## Népesség
A település lakossága az elmúlt években az alábbi módon változott:
| Lakosok száma | 5008 | 4962 | 4647 |
|               | 2017 | 2018 | 2023 |